# Requeixo (queso)
El requeixo es un producto lácteo obtenido a partir de la leche de vaca típico de Galicia.

## Historia

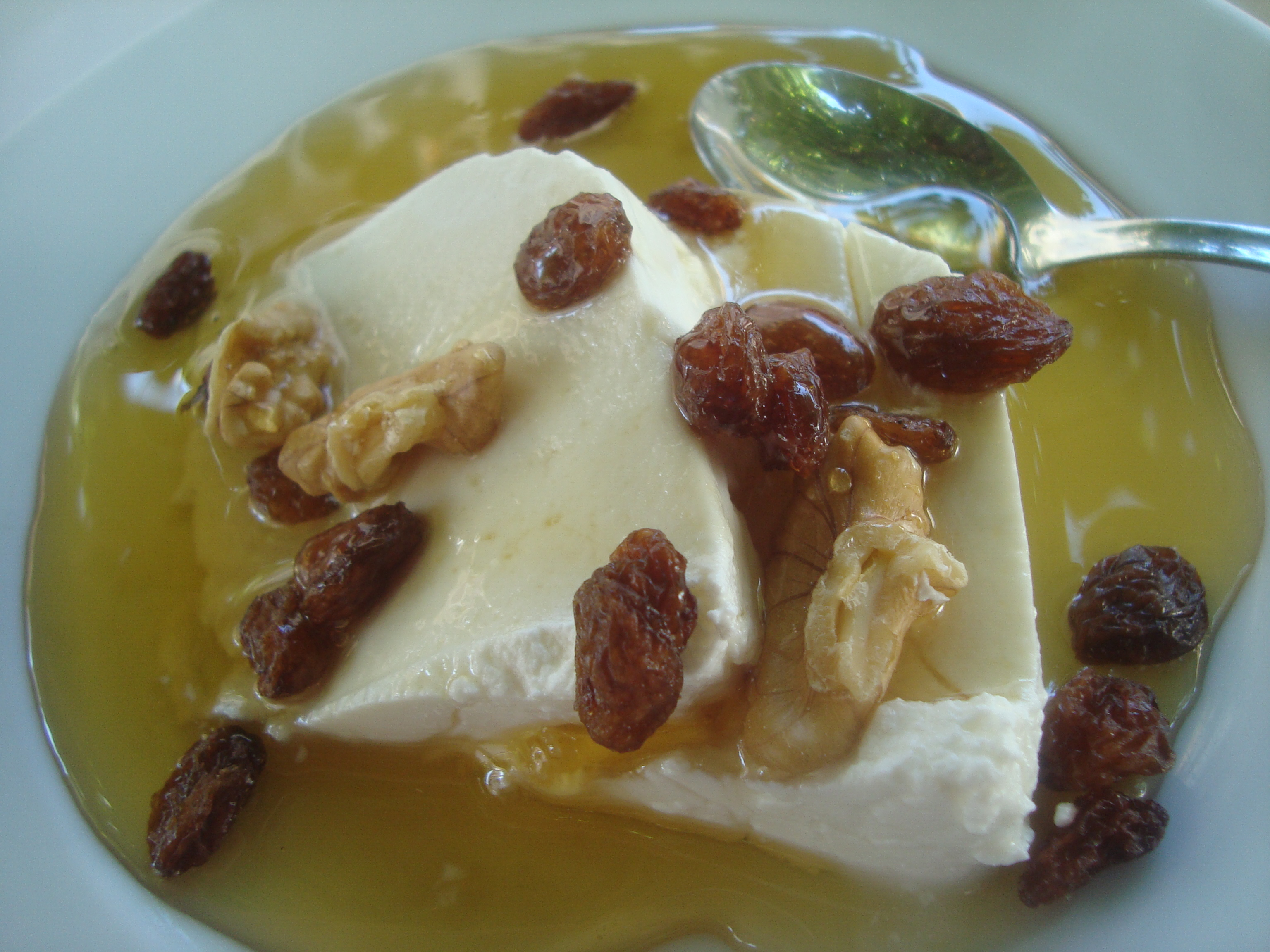
Requeixo con miel y pasas.

Pese a que no se conoce el inicio de la existencia del requeixo, en algunas de las casas gallegas más modestas era un plato típico gracias a su fácil realización. 
La mayoría de las familias solían tener vacas y con la ayuda de un colador realizaban el requeixo. Lo untaban en un trozo de pan y los niños lo tomaban como merienda. A veces se le aplicaba un poco de azúcar;  para los niños era como tomarse una chuchería. 
Las familias austeras lo consideraban como un lujo que no todos podían obtener.  
Se tenía como tradición darles un requeixo a los peregrinos que pasaban por Santiago de Compostela cuando realizaban el Camiño da Raíña.
Antiguamente no recibía el término de requeixo, las familias solían llamarle leite trallado (leche esmagado), leite tomado (leche tomada), leite mazado (leche mazada) o leite callado (leche tomada). 
Hoy en día es, junto a la miel, el centro de una fiesta gastronómica celebrada en el concello de As Neves, Pontevedra

### Denominación de origen.
En enero de 2016, la Asociación de Productores de Requeixo de Galicia presentó una propuesta ante la Consellería de Medio Rural para solicitar la Denominación de Origen Protegido para este producto típico gallego, con lo que se añadiría a lista de quesos gallegos (Tetilla, San Simón da Costa, Arzúa-Ulloa y Cebreiro) que ya cuentan con este tipo de protección.

## Características
El requeixo es un queso de coagulación ácida larga. Su ingrediente principal es la leche de vaca, aunque algunas personas solo utilizan el cuajo para su elaboración.
Este producto no contiene sal añadida y su textura puede variar en función del método de elaboración seguido.
Tiene poco contenido en grasa o, por lo menos, presenta datos inferiores con respecto al queso fresco de muchos supermercados. También, la ausencia de sal añadida lo convierte en un producto muy saludable para personas con dietas bajas en sodio.
El requeixo, además, es un probiótico, es decir, un producto que contiene microorganismos vivos que ayudan a mantener las bacterias buenas del cuerpo humano, algo esencial para proteger nuestras defensas.

## Elaboración

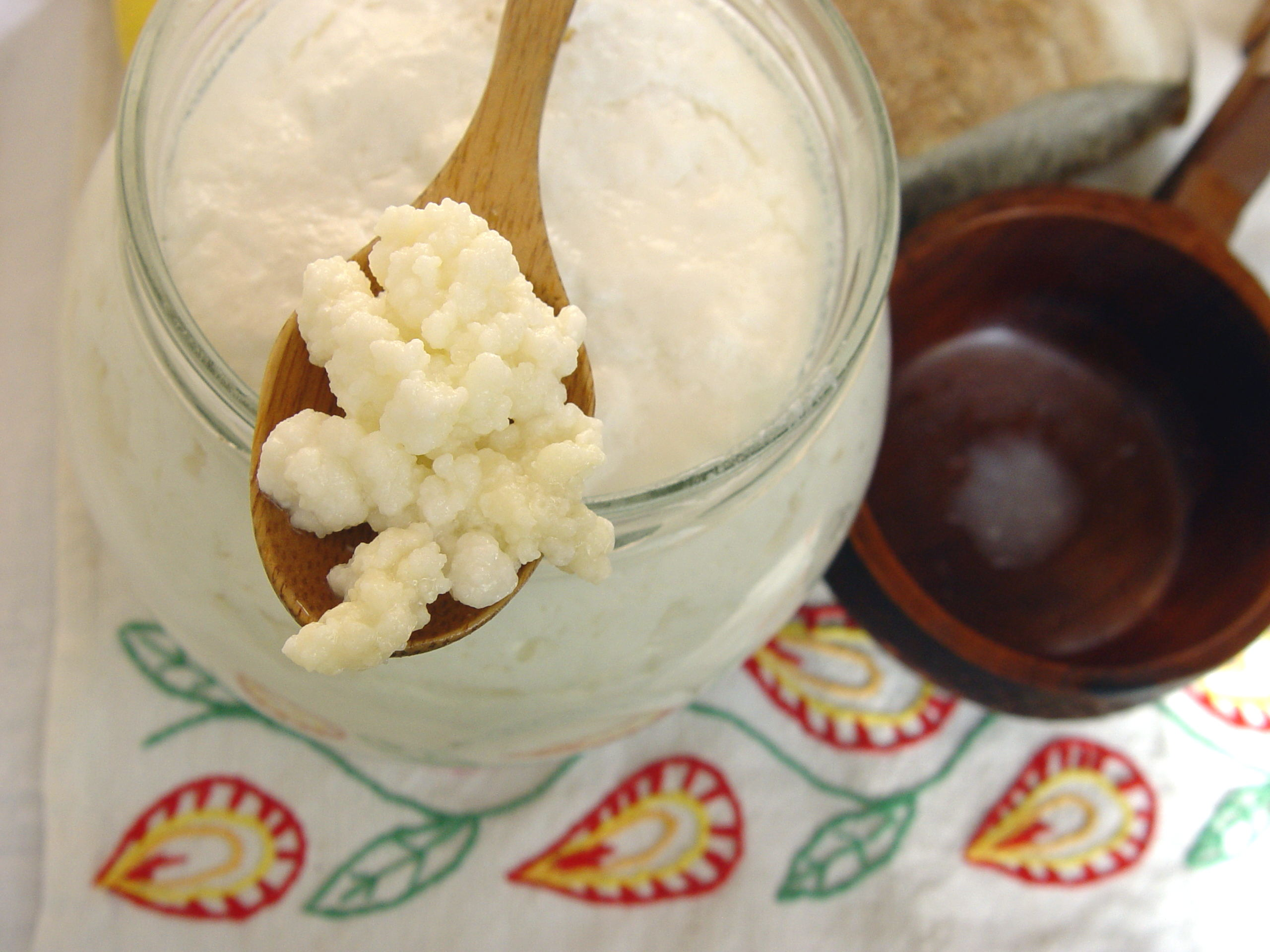
Requeixo de grosor fino.

Existen dos métodos de producción del requeixo, por lo tanto existen dos tipos de requeixo. Por un lado, el natural elaborado por los efectos de los microorganismos de la leche en agua tibia y por otro lado el coagulado por una sustancia animal o vegetal. El primero será más ácido y con un grosor más fino que el segundo. 
El requeixo se consigue a partir de meter la leche cuajada en una bolsa de tela que se cuelga para favorecer el goteo del suero. Dependiendo del tiempo de secado se podrá obtener desde una textura similar al yogur hasta una textura más consistente semejante al queso fresco. 
El primer método es típico de los ganaderos del Norte de Galicia mientras que el segundo es característico del sur gallego. 

## Diferencia entre requeixo y requesón
Pese a que la traducción del gallego al castellano haya derivado en una mala confusión, el requesón no es lo mismo que el requeixo. Al contrario, son completamente distintos. Tienen una serie de características que los diferencian.
En primer lugar, su elaboración. El requeixo surge a partir de la leche mientras que el requesón surge a partir del suero de la leche. Además, el primero se pasteuriza mientras que el segundo es sometido a numerosos procesos, entre ellos, coagulación, prensado, salado y secado. 
En cuanto a sus componentes, el requeixo contiene un alto porcentaje en vitaminas y proteínas y nada de sal. En cambio en el requesón no hay ni vitaminas ni proteínas implicadas ya que no existen en el suero inicialmente. 
Cabe destacar que el requesón tiene un estado poco perdurable de conservación, al contrario que el requeixo, que se le estima una capacidad de duración mayor, en torno a un mes, siempre que esté en frío. 
En lo referente a la consistencia, el requeixo tiene una textura similar a la de una mousse. Sin embargo, la del requesón es más líquida y gelatinosa.
En definitiva, el requeixo es queso y el requesón es el resultado de la elaboración de los procesos nombrados anteriormente.

## Enlaces adicionales
- Requeixo de As Neves Archivado el 12 de mayo de 2021 en Wayback Machine.

- Recetas con Requeixo

- Feria do Requeixo de As Neves Archivado el 10 de mayo de 2021 en Wayback Machine.

- receta con chocolate Archivado el 3 de junio de 2020 en Wayback Machine.

- recetas

- receta de tarta

- Datos: Q18470462